# Giovanna Sicari
Giovanna Sicari (Taranto, 15 aprile 1954 – Roma, 31 dicembre 2003) è stata una poetessa, scrittrice e critico letterario italiano.

## Biografia
Poetessa e scrittrice, è stata moglie del poeta Milo De Angelis. Dal 1962, con la famiglia, si trasferisce a Roma, nel quartiere Monteverde. Le sue prime poesie escono a partire dal 1982 sulla rivista «Le Porte», quindi su «Alfabeta», «Linea d'Ombra», «Nuovi Argomenti». A partire dal 1986 pubblica sette libri di versi e tre di prosa, tra questi un volume miscellaneo, La moneta di Caronte, che raccoglie contributi di scrittori contemporanei. Dal 1985 al 1989 è redattrice della rivista «Arsenale». A partire dagli anni ottanta inizia inoltre a lavorare come insegnante nel penitenziario di Rebibbia, a Roma, incarico che mantiene fino al 1997, quando si ammala gravemente. Dopo essersi sottoposta a interventi e cure prima a Roma, poi a Milano, dove nel frattempo si era trasferita col marito Milo De Angelis e il figlio Daniele, torna a Roma nell'estate del 2003, dove muore nella notte tra il 30 e il 31 dicembre.
La raccolta di poesie di Milo De Angelis Tema dell'addio è a lei dedicata, così come la suite Poesie per Giovanna di Biancamaria Frabotta.

## Opere

### Raccolte poetiche
- Viaggio clandestino, Siena, Quaderni di Barbablù, Collettivo di poesia n. 1, 1984.
- Decisioni, Siena, Quaderni di Barbablù n. 30, 1986.
- Ponte d'ingresso, Roma, Rossi & Spera, 1988.
- Sigillo, Milano, Crocetti, 1989.
- Non solo creato (con Milo De Angelis), Milano, Crocetti, 1990.
- Uno stadio del respiro, Milano, Scheiwiller, 1995.
- Nudo e misero trionfi l'umano, Roma, Empirìa, 1998.
- Roma della vigilia, Roma, Il Labirinto, 1999.
- Epoca immobile, Milano, Jaca Book, 2004.
- Naked Humanity. Poems 1981-2003, Stony Brook, NY, Gradiva Publications, 2004.
- Poesie 1984-2003, a cura di Roberto Deidier, Roma, Empirìa, 2006.

### Prose
- La moneta di Caronte. Lettere e poesie per il terzo millennio, a cura di G. Sicari, Milano, Spirali, 1993.
- La legge e l'estasi, Porretta Terme, I Quaderni del Battello Ebbro, 1999.
- Milano nei passi di Franco Loi, Milano, Unicopli, 2002.

## Premi
1988 – Premio Brutium Città di Tropea, con Ponte d'ingresso
1995 – Premio Dario Bellezza, con Uno stadio del respiro
1995 – Premio Ceppo, con Uno stadio del respiro